# Суклал, Анил
Ани́л Сукла́л (англ. Anil Sooklal, род. 3 февраля) — южноафриканский дипломат, историк и религиовед; в 2006—2012 годах — посол ЮАР в Бельгии и Люксембурге, посол ЮАР при Европейском союзе.

## Образование и академическая карьера
В 1979 году окончил Дурбанский университет по специальности «изящные искусства». В том же университете получил степени бакалавра (1983) и бакалавра с отличием (1984) по истории Востока и религиоведению, магистерскую степень по религиоведению (1986), докторскую степень по религиоведению (1989) и ещё одну докторскую степень по истории Востока (1992).
В 1979—1981 годах работал учителем в средней школе. В 1984—1994 годах преподавал индуизм в Дурбанском университете (в 1984—1985 годах — лектор, в 1985—1994 годах — старший лектор). В 1993—1994 годах был членом редакционного совета научного журнала Journal of Religion in Southern Africa. В период с 1984 по 1994 год принял участие в 40 национальных и более 20 международных научных конференциях.

## Дипломатическая карьера
С августа 1995 по декабрь 1997 года — политический консультант постоянного представительства ЮАР при Отделении ООН в Женеве. С января 1998 по январь 1999 года — политический консультант при Верховном комиссариате ЮАР в Нью-Дели. С февраля 1999 по февраль 2000 года — глава Департамента иностранных дел при Парламентском офисе в Кейптауне. С февраля 2000 по сентябрь 2000 года — исполняющий обязанности главного директора Департамента по ООН, политической и глобальной безопасности Министерства иностранных дел ЮАР. С сентября 2000 по март 2001 года — главный директор Департамента Северной Африки. С марта 2001 по декабрь 2002 года — исполняющий обязанности заместителя генерального директора Департамента Азии и Среднего Востока, главный директор Департамента Азии и Австралазии. С января 2003 по март 2006 года — заместитель генерального директора Департамента Азии и Ближнего Востока. С февраля 2006 по январь 2012 года — посол ЮАР в Бельгии и Люксембурге, посол ЮАР при Европейском союзе.

## Награды
- Орден Дружбы (21 декабря 2023 года, Россия) — за большой вклад в развитие двустороннего и многостороннего сотрудничества с Российской Федерацией в рамках БРИКС[1].